# Spirotheca elegans
Spirotheca elegans är en malvaväxtart som beskrevs av Carv.-sobr., M.Machado och L.P.Queiroz. Spirotheca elegans ingår i släktet Spirotheca och familjen malvaväxter. Inga underarter finns listade i Catalogue of Life.